# Tolvan Big Band
Tolvan Big Band är ett storband med medlemmar från Malmö med omnejd. Sedan starten 1979 är saxofonisten Helge Albin storbandets musikaliske ledare. Bandet har samarbetat med artister som Dizzy Gillespie och Tommy Körberg. Ett antal skivor har getts ut under årens lopp.

## Diskografi
- Split vision - 1982
- Montreux and More - 1984
- Tommy Körberg and Tolvan - 1985
- Dave Liebman / Tolvan Big Band - 1986
- Colours - 1989
- Live in London - 1994
- The Touch - 1995
- Tolvan Plays the Music of Helge Albin - 1997
- A Walk in the Centerpoint - 2003
- Code Red - 2007
- Tarantula Suite - 2011
- Effortlessly - Music By Helge Albin - 2013
- Interacting - 2022